# 5-й воздушный флот
5-й воздушный флот (нем. Luftflotte 5) — одно из крупнейших военных формирований люфтваффе в годы Второй мировой войны. Флот был сформирован 12 апреля 1940 года в Гамбурге и участвовал в операции «Везерюбунг». 24 апреля 1940 года был перебазирован в Осло. Отвечал за воздушные операции люфтваффе в оккупированной Норвегии.

## История
5-й воздушный флот выполнял воздушные операции в ходе вторжения в Норвегию, а впоследствии использовался для обороны захваченных территорий. Делился на несколько оперативных формирований, а также на основные управляющие силы и на силы воздушных округов (нем. Luftgau).
В 1940 году основным подразделением 5-го воздушного флота был 10-й воздушный корпус, состоявший из четырёх бомбардировочных крыльев и одного истребительного крыла совместно со вспомогательными силами. После завершения норвежской кампании корпус отправлялся к другим театрам военных действий: сначала в Британию, затем в Средиземноморье. Воздушные операции люфтваффе в Норвегии были доверены флигерфюреру «Норд» (нем. Fliegerführer Nord) — руководящему формированию, состоявшему из эскадронов (нем. Staffel) и групп (нем. Gruppe). С июня 1941 года истребительные отряды в Норвегии частично подчинялись руководству истребительных крыльев Норвегии. Суммарно отряды насчитывали три истребительных крыла, одно бомбардировочное крыло, а также эскадроны ночных истребителей и штурмовиков.
Ресурсы 5-го воздушного флота находились в распоряжении округа норвежского коммандо (нем. Luftgau Kommando Norwegen), который контролировал авиацию Осло, Кристиансанда, Бергена, Ставангера, Троднхейма, Нарвика и Киркенеса. В 1941 году к списку округов добавился финский округ около Рованиеми, который использовался для координации действий войск на Восточном фронте (в частности, на северной части, близ границы СССР с Финляндией и Норвегией).
В июне 1942 года флигерфюрер Норд был разделён на три части: «Норд-Вест» (базировался в Трондхейме), «Лофотен» (базировался на Лофотенских островах и вёл борьбу с союзными конвоями) и «Норд-Ост» (поддерживал военные операции на северном фронте, наносил удары по Мурманску). Летом «Лофотен» был усилен двумя морскими бомбардировочными группами. В 1944 году эти формирования изменились в очередной раз: «Норд-Ост» сначала был переименован в «Айсмеер», а затем в 3-й флигерфюрер. «Норд-Вест» стал 4-м флигерфюрером, а «Лофотен» — 5-м. Коммандо норвежского округа получил должность генерала частей люфтваффе в Норвегии и право управлять сухопутными и воздушными войсками. Командующий финским округом получил право командовать войсками в Финляндии и Северной Норвегии.
В конце войны немецкие войска вынуждены были отступать из оккупированных стран. Фактически 16 сентября 1944 5-й воздушный флот был расформирован, однако на бумаге он фигурировал вплоть до конца войны.

## Командующие
- Генерал-фельдмаршал Эрхард Мильх (12 апреля - 9 мая 1940)
- Генерал-полковник Ганс-Юрген Штумпф (10 мая 1940 - 27 ноября 1943)
- Генерал Йозеф Каммхубер (27 ноября 1943 - 16 сентября 1944)